# Crepidula perforans
Crepidula perforans är en snäckart som först beskrevs av Achille Valenciennes 1846.  Crepidula perforans ingår i släktet Crepidula och familjen toffelsnäckor. Inga underarter finns listade i Catalogue of Life.